# 姜吻吻
姜吻吻（1986年11月23日—)，山东省龙口市人，中国女子自行车运动员。1997年进入龙口体校、2000年进入市队，经过6年的艰苦训练，在2006年山东省运会获得首金。